# Epithoma rerum Hungaricarum
Az Epithoma rerum Hungaricarum (Epithoma rerum Hungarorum, azaz „A magyarok történetének rövid foglalata”) című, latin nyelvű történeti művet Beatrix királyné megbízásából írta Pietro Ranzano (humanista nevén Petrus Ranzanus) lucerai püspök, aki 1487–1490 között a nápolyi király magyarországi követe volt.

## A mű készítésének története
A mű első változata I. Mátyás halála (1490. április 6.) előtt elkészült. Az átdolgozott példányt Ransanus már Palermóban fejezte be, és anyagát bedolgozta Minden idők évkönyvei című művének 43. és 44. könyvébe. A palermói változat egy másolata 1513-ban az Itáliában tartózkodó Bakócz Tamás esztergomi érsek tulajdonába került. Ma  az Országos Széchényi Könyvtárban őrzik. Először nyomtatásban 1558-ban Zsámboky (Sambucus) János adta ki. Pécsi Lukács 1579-ben a palermói változatot nyomtatta ki.

## Földrajz és történelem
Mint címe is mutatja, nem részletes magyar történelem. A szerző főként a Thuróczi-krónikát kivonatolta, helyenként erősen átírva. Kiegészítette a Szent István és Szent Margit legendáiból vett részekkel. Fölhasználta még Lorenzo de Monaci történetét II. (Kis) Károlyról. A közelmúlt eseményeit szóbeli forrásokból dolgozta föl.
A  tulajdonképpeni történeti rész elé két földrajzi fejezetet illesztett. Az egyik Magyarországot, a másik a Duna  menti tájakat, városokat írja le. Humanista szellemben mindkettőt az ókori geográfusok vonatkozó idézeteivel kezdi, egyébként itt is a szóbeli tájékoztatásra hagyatkozik, elsősorban az udvarban szerzett ismeretek alapján készült. Ebből az is kiderül, hogy a hivatalnokok igen keveset tudtak az ország távolabbi megyéiről, de akár az Alföldről is. Csak a Dunántúlt és Északkelet-Magyarországot ismerték valamelyest.
A folyóval foglalkozó rész meglepően pontos, még a helységek közti távolságot is helyesen becsli meg. Az országleírás már pontatlanabb, hiányosabb. Ranzano úgy tudja, hogy körülbelül 57 megye van, de csak 56 földrajzi egységet sorol föl. A megyék közt tartja számon Erdélyt, Zengget, ugyanakkor Máramaros részének tekinti Bereg és Ugocsa vármegyéket. A szerző maga írja: „Jól tudom, van több megye, melyet akaratom ellenére kihagytam, mert bár szorgosan kerestem, mégsem találtam olyan embert, aki valamennyit fölsorolta volna.”
Ranzano egyházi emberként számba veszi a püspököket, egyházi ingatlanokat, püspöki székhelyeket is. Humanista szokás szerint beépítette művébe Magyarország dicséretét, a városokat pedig ókori településekre vezette vissza.
A történeti rész igen esetleges, több ponton ellentmondott a korábbi munkáknak és a közgondolkodásnak. Ranzano szerint 744-ben a szarmaták jöttek ki szülőföldjükről, miután egy Hungar nevű vezér élükre állt.
Első magyarországi szerzőként választotta az uralkodóház névadó őséül Árpádot, miközben Álmos és Árpád érdeme – a honfoglalás eseményeitől elszigetelten – pusztán annyi, hogy nagy királyok ősei lettek. Egy megjegyzésében Taksonyt Árpád nemzetségéből származtatta. A reneszánsz szellemiségének megfelelően, Bonfinihez hasonlóan, ő is egy Dáciába helyezett régi római nemzetség, a Corvinusok leszármazottainak tartotta Hunyadi Jánost, és így Mátyás királyt, valamint fiát, Corvin Jánost.